# Yacht Club de l'Odet
Le Yacht Club de l'Odet (abrégé YCO) basé à Bénodet dans le Finistère est un club nautique français co-fondé en 1884 par Arthur de Coëtlogon et Maurice de Laubrière.

## Historique

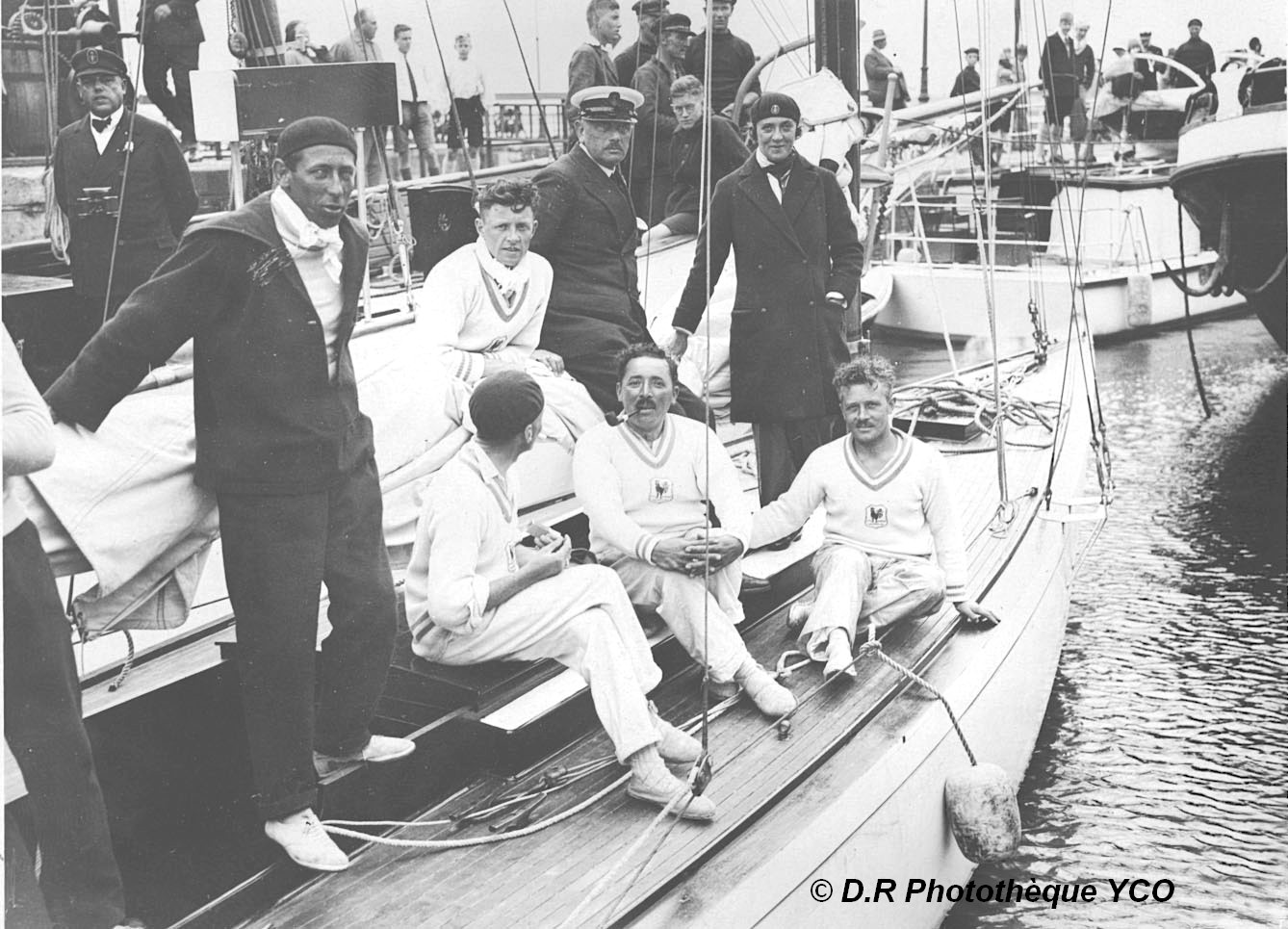
Régates à Bénodet

À l'origine, la "Société des Régates de l’Ile-Tudy-Loctudy" voit le jour en 1884 à l’initiative de passionnés de plaisance de l’estuaire bigouden, rejoints très rapidement par leurs voisins des bords de l’Odet. Les régates associant pêcheurs et plaisanciers se déroulent régulièrement jusqu’en 1906 lorsque des dissensions d’origine politique amènent la rupture, les pêcheurs îlliens gardant un temps leurs propres courses.
L’association organise ses premières régates à Bénodet en 1907 et devient en 1909 la "Société des Régates de Loctudy- Bénodet". Son siège est alors fixé à l’hôtel de l’Epée à Quimper. En 1946, après fusion avec la "Société des Régates de Quimper", elle s’intitule "Sport Nautique de l’Odet" et s’installe au fort du Coq, loué à la Marine nationale. 
À partir de 1948, les manifestations se multiplient. Le "Yacht Club de France" charge le club d’organiser ses premières régates d’après-guerre. De nombreux championnats de France se déroulent dans les eaux de Bénodet : celui des Snipes en 1948 et 1955, des Dragons en 1951, des Vauriens en 1954, des Requins en 1960, ainsi que le championnat d’Europe des 5,50m J.I en 1980. De plus pendant ces années, Bénodet est le point de départ ou d’arrivée de courses du RORC et de l’UNCL. Le nom définitif de Yacht Club de l’Odet (YCO) est adopté en 1956.
L'YCO crée en 1957 une école de voile qui comptera jusqu’à 500 stagiaires en 1968. La diminution du nombre de stagiaires et la désaffection du dériveur au profit d'autres sports comme la planche à voile amènent sa fermeture en 1988. Peu de temps après, l'YCO quitte le fort du Coq pour s'installer dans des locaux au port de Penfoul avant d'investir en 2005 son nouveau club-house au port de plaisance.

## Événements
L'activité de l'YCO est dédiée à l'organisation de manifestations nautiques, sous forme de régates et aussi de rassemblements de passionnés de bateaux classiques ou de monotypes. Le programme annuel inclut notamment :
- L'Obélix Trophy, régates pour IRC et monotypes (week-end du premier mai). Photo de l'édition 2014
- Le Rendez-vous de la Belle Plaisance, rassemblement de yachts classiques et d'époque (dernier week-end de juin).
- La Coupe de Cornouaille Trophée Christian Hauvette, régate de 5.5 JI et monotypes (week-end du 15 août).
- La MULT'YCO, habitables et monotypes 22 à 45 pieds (week-end de l'ascension).
- Le Championnat d'Europe des 5.5 JI (septembre 2013)
- Des régates corporatives : Vent d'IUT, Baticup Bouygues, etc.
- Le Rallye des Glénan en association avec le Yacht Club de Port-Manech et le Club Nautique de Loctudy (mi-août).
- La Glazigouden Cup, habitables et quillards de régate (dernier week-end d'août).
- la Remontée de l'Odet, ouverte à tous les dériveurs (mi-août).